# Hogna
Hogna es un género de arañas araneomorfas de la familia Lycosidae. Se encuentra en África, sur y sudeste de Asia, América, Oceanía y sur de Europa.

## Lista de especies
Según The World Spider Catalog 13.5:
- Hogna adjacens Roewer, 1959
- Hogna agadira (Roewer, 1960)
- Hogna albemarlensis (Banks, 1902)
- Hogna alexandria (Roewer, 1960)
- Hogna alticeps (Kroneberg, 1875)
- Hogna ammophila (Wallace, 1942)
- Hogna andreinii Reimoser, 1937
- Hogna angusta (Tullgren, 1901)
- Hogna antelucana (Montgomery, 1904)
- Hogna antiguiana Roewer, 1955
- Hogna archaeologica (Chamberlin, 1925)
- Hogna argentinensis (Mello-Leitão, 1941)
- Hogna atramentata (Karsch, 1879)
- Hogna auricoma (Keyserling, 1891)
- Hogna badia (Keyserling, 1877)
- Hogna balearica (Thorell, 1873)
- Hogna baliana Roewer, 1959
- Hogna baltimoriana (Keyserling, 1877)
- Hogna bellatrix (L. Koch, 1865)
- Hogna beniana (Strand, 1913)
- Hogna bergsoei (Thorell, 1875)
- Hogna bhougavia Roewer, 1960
- Hogna bicoloripes (Roewer, 1960)
- Hogna bimaculata (Purcell, 1903)
- Hogna birabenae (Mello-Leitão, 1941)
- Hogna biscoitoi Wunderlich, 1992
- Hogna bivittata (Mello-Leitão, 1939)
- Hogna bonifacioi Barrion & Litsinger, 1995
- Hogna bottegoi Caporiacco, 1940
- Hogna bowonglangi (Merian, 1911)
- Hogna brevitarsis (F. O. Pickard-Cambridge, 1902)
- Hogna brunnea (Bösenberg, 1895)
- Hogna bruta (Karsch, 1880)
- Hogna burti (Hickman, 1944)
- Hogna canariana (Roewer, 1960)
- Hogna carolinensis (Walckenaer, 1805)
- Hogna chickeringi (Chamberlin & Ivie, 1936)
- Hogna cinica (Tongiorgi, 1977)
- Hogna coloradensis (Banks, 1894)
- Hogna colosii (Caporiacco, 1947)
- Hogna commota (Gertsch, 1934)
- Hogna constricta (F. O. Pickard-Cambridge, 1902)
- Hogna cosquin (Mello-Leitão, 1941)
- Hogna crispipes L. Koch, 1877
- Hogna dauana Roewer, 1959
- Hogna defucata Roewer, 1959
- Hogna denisi Roewer, 1959
- Hogna deweti Roewer, 1959
- Hogna diyari Framenau, Gotch & Austin, 2006
- Hogna duala Roewer, 1959
- Hogna efformata Roewer, 1959
- Hogna electa Roewer, 1959
- Hogna enecens Roewer, 1959
- Hogna ericeticola (Wallace, 1942)
- Hogna espanola Baert & Maelfait, 2008
- Hogna estrix Roewer, 1959
- Hogna etoshana Roewer, 1959
- Hogna exigua (Roewer, 1960)
- Hogna exsiccatella (Strand, 1916)
- Hogna felina (L. Koch, 1878)
- Hogna ferocella (Strand, 1916)
- Hogna ferox (Lucas, 1838)
- Hogna filicum (Karsch, 1880)
- Hogna flava Roewer, 1959
- Hogna forsteri Caporiacco, 1955
- Hogna fraissei (L. Koch, 1882)
- Hogna frondicola (Emerton, 1885)
- Hogna furva (Thorell, 1899)
- Hogna furvescens (Simon, 1910)
- Hogna gabonensis Roewer, 1959
- Hogna galapagoensis (Banks, 1902)
- Hogna graeca (Roewer, 1951)
- Hogna gratiosa Roewer, 1959
- Hogna gumia (Petrunkevitch, 1911)
- Hogna guttatula (F. O. Pickard-Cambridge, 1902)
- Hogna hawaiiensis (Simon, 1899)
- Hogna heeri (Thorell, 1875)
- Hogna hendrickxi Baert & Maelfait, 2008
- Hogna hereroana (Roewer, 1960)
- Hogna hibernalis (Strand, 1906)
- Hogna hickmani Caporiacco, 1955
- Hogna himalayensis (Gravely, 1924)
- Hogna hippasimorpha (Strand, 1913)
- Hogna hispanica (Walckenaer, 1837)
- Hogna idonea Roewer, 1959
- Hogna immansueta (Simon, 1909)
- Hogna indefinida (Mello-Leitão, 1941)
- Hogna inexorabilis (O. Pickard-Cambridge, 1869)
- Hogna infulata Roewer, 1959
- Hogna ingens (Blackwall, 1857)
- Hogna inhambania Roewer, 1955
- Hogna inominata (Simon, 1886)
- Hogna inops (Thorell, 1890)
- Hogna insulana (L. Koch, 1882)
- Hogna insularum (Kulczynski, 1899)
- Hogna interrita Roewer, 1959
- Hogna irascibilis (O. Pickard-Cambridge, 1885)
- Hogna irumua (Strand, 1913)
- Hogna jacquesbreli Baert & Maelfait, 2008
- Hogna jiafui Peng, Yin, Zhang & Kim, 1997
- Hogna juanensis (Strand, 1907)
- Hogna junco Baert & Maelfait, 2008
- Hogna kabwea Roewer, 1959
- Hogna kankunda Roewer, 1959
- Hogna karschi (Roewer, 1951)
- Hogna kuyani Framenau, Gotch & Austin, 2006
- Hogna labrea (Chamberlin & Ivie, 1942)
- Hogna lacertosa (L. Koch, 1877)
- Hogna lambarenensis (Simon, 1910)
- Hogna landanae (Simon, 1877)
- Hogna landanella Roewer, 1959
- Hogna lawrencei (Roewer, 1960)
- Hogna lenta (Hentz, 1844)
- Hogna leprieuri (Simon, 1876)
- Hogna leucocephala (L. Koch, 1879)
- Hogna levis (Karsch, 1879)
- Hogna liberiaca Roewer, 1959
- Hogna ligata (O. Pickard-Cambridge, 1869)
- Hogna likelikeae (Simon, 1900)
- Hogna litigiosa Roewer, 1959
- Hogna longitarsis (F. O. Pickard-Cambridge, 1902)
- Hogna luederitzi (Simon, 1910)
- Hogna lufirana (Roewer, 1960)
- Hogna lupina (Karsch, 1879)
- Hogna maasi (Gertsch & Wallace, 1937)
- Hogna mabwensis Roewer, 1959
- Hogna maderiana (Walckenaer, 1837)
- Hogna magnosepta (Guy, 1966)
- Hogna maheana Roewer, 1959
- Hogna manicola (Strand, 1906)
- Hogna maroccana (Roewer, 1960)
- Hogna maruana (Roewer, 1960)
- Hogna massaiensis (Roewer, 1960)
- Hogna massauana Roewer, 1959
- Hogna maurusia (Simon, 1909)
- Hogna medellina (Strand, 1914)
- Hogna medica (Pocock, 1889)
- Hogna miami (Wallace, 1942)
- Hogna migdilybs (Simon, 1886)
- Hogna morosina (Banks, 1909)
- Hogna munoiensis Roewer, 1959
- Hogna nairobia (Roewer, 1960)
- Hogna nefasta Tongiorgi, 1977
- Hogna nervosa (Keyserling, 1891)
- Hogna nigerrima (Roewer, 1960)
- Hogna nigrichelis (Roewer, 1955)
- Hogna nigrosecta (Mello-Leitão, 1940)
- Hogna nimia Roewer, 1959
- Hogna nonannulata Wunderlich, 1995
- Hogna nychthemera (Bertkau, 1880)
- Hogna oaxacana (Gertsch & Wallace, 1937)
- Hogna ocellata (L. Koch, 1878)
- Hogna ocyalina (Simon, 1910)
- Hogna optabilis Roewer, 1959
- Hogna ornata (Perty, 1833)
- Hogna osceola (Gertsch & Wallace, 1937)
- Hogna otaviensis (Roewer, 1960)
- Hogna pardalina (Bertkau, 1880)
- Hogna parvagenitalia (Guy, 1966)
- Hogna patens Roewer, 1959
- Hogna patricki (Purcell, 1903)
- Hogna pauciguttata Roewer, 1959
- Hogna persimilis (Banks, 1898)
- Hogna perspicua Roewer, 1959
- Hogna petersi (Karsch, 1878)
- Hogna petiti (Simon, 1876)
- Hogna placata Roewer, 1959
- Hogna planithoracis (Mello-Leitão, 1938)
- Hogna posticata (Banks, 1904)
- Hogna principum (Simon, 1910)
- Hogna propria Roewer, 1959
- Hogna proterva Roewer, 1959
- Hogna pseudoceratiola (Wallace, 1942)
- Hogna pseudoradiata (Guy, 1966)
- Hogna pulchella (Keyserling, 1877)
- Hogna pulla (Bösenberg & Lenz, 1895)
- Hogna pulloides (Strand, 1908)
- Hogna radiata (Latreille, 1817)
- Hogna raffrayi (Simon, 1876)
- Hogna reducta (Bryant, 1942)
- Hogna reimoseri Roewer, 1959
- Hogna rizali Barrion & Litsinger, 1995
- Hogna rubetra (Schenkel, 1963)
- Hogna rubromandibulata (O. Pickard-Cambridge, 1885)
- Hogna rufimanoides (Strand, 1908)
- Hogna ruricolaris (Simon, 1910)
- Hogna sanctithomasi (Petrunkevitch, 1926)
- Hogna sanctivincentii (Simon, 1897)
- Hogna sanisabel (Strand, 1909)
- Hogna sansibarensis (Strand, 1907)
- Hogna schmitzi Wunderlich, 1992
- Hogna schreineri (Purcell, 1903)
- Hogna schultzei (Simon, 1910)
- Hogna senilis (L. Koch, 1877)
- Hogna simoni Roewer, 1959
- Hogna sinaia Roewer, 1959
- Hogna snodgrassi Banks, 1902
- Hogna spenceri (Pocock, 1898)
- Hogna sternalis (Bertkau, 1880)
- Hogna stictopyga (Thorell, 1895)
- Hogna straeleni Roewer, 1959
- Hogna subaustralis (Strand, 1908)
- Hogna subligata (L. Koch, 1877)
- Hogna subrufa (Karsch, 1878)
- Hogna subtilis (Bryant, 1942)
- Hogna suprenans (Chamberlin, 1924)
- Hogna swakopmundensis (Strand, 1916)
- Hogna tantilla (Bryant, 1948)
- Hogna ternetzi (Mello-Leitão, 1939)
- Hogna teteana Roewer, 1959
- Hogna thetis (Simon, 1910)
- Hogna tigana (Gertsch & Wallace, 1935)
- Hogna timuqua (Wallace, 1942)
- Hogna tivior (Chamberlin & Ivie, 1936)
- Hogna tlaxcalana (Gertsch & Davis, 1940)
- Hogna transvaalica (Simon, 1898)
- Hogna travassosi (Mello-Leitão, 1939)
- Hogna truculenta (O. Pickard-Cambridge, 1876)
- Hogna trunca Yin, Bao & Zhang, 1996
- Hogna unicolor Roewer, 1959
- Hogna vachoni Caporiacco, 1954
- Hogna variolosa (Mello-Leitão, 1941)
- Hogna ventrilineata Caporiacco, 1954
- Hogna volxemi (Bertkau, 1880)
- Hogna vulpina (C. L. Koch, 1847)
- Hogna wallacei (Chamberlin & Ivie, 1944)
- Hogna watsoni (Gertsch, 1934)
- Hogna willeyi (Pocock, 1899)
- Hogna yauliensis (Strand, 1908)
- Hogna zorodes (Mello-Leitão, 1942)
- Hogna zuluana Roewer, 1959